# Almedia (Pennsylvanie)
Almedia est une census-designated place située dans le comté de Columbia, dans l’État de Pennsylvanie, aux États-Unis. Lors du recensement de 2020, elle compte 1 047 habitants.